# Cuviera nigrescens
Cuviera nigrescens är en måreväxtart som först beskrevs av Stephen Elliott och Daniel Oliver, och fick sitt nu gällande namn av Herbert Fuller Wernham. Cuviera nigrescens ingår i släktet Cuviera och familjen måreväxter. Inga underarter finns listade i Catalogue of Life.